# Учебне лєсничество
Навчальний лісництво (адиг. Зищаг'асехере мезӏиг'ипІ) - селище сільського типу в Майкопському районі Республики Адигея Росії. Входить до складу Кіровського сільського поселення.

## Вулиці
Усього три вулиці
- Лісова
- Офіцерська
- Оглядовий